# Timothy Daggett
Timothy Daggett (Springfield (Massachusetts), Estados Unidos, 22 de mayo de 1962) es un gimnasta artístico estadounidense, especialista en la prueba de caballo con arcos con la que ha logrado ser medallista de bronce olímpico en 1984.

## 1984
En los JJ. OO. celebrados en Los Ángeles ganó dos medallas: bronce en caballo con arcos, y oro en el concurso por equipos —por delante de China y Japón, siendo sus compañeros: Bart Conner, Peter Vidmar, Mitchell Gaylord, James Hartung y Scott Johnson—.